# 臺南州祠廟名鑑
《臺南州祠廟名鑑》出版於1933年，作者是相良吉哉，該書介紹了當時位於臺南州境內（今臺灣雲林縣、嘉義縣、嘉義市與臺南市）的神社、祠廟的資料，並附有照片，其中有些廟宇現已不存或經過改建，故這些老照片為重要的史料。此書在2002年由嘉義城隍廟再版。